# The Official Red Book
The Official Red Book est le guide numismatique le plus connu aux États-Unis. Son succès commercial persistant a entrainé la création d'une collection d'ouvrages spécialisés, pratiquement tous consacrés à la numismatique nord-américaine. Avec son édition 2009 (parue en avril 2008), The Official Red book en est désormais à sa 62e édition. 

## Historique
Sa première édition (portant le millésime 1947) remonte à 1946. Créé à l'origine par R. S. Yeoman, la publication a été reprise depuis 1970 par Kenneth Bressett, assisté aujourd'hui de Q. David Bowers et de Jeff Garrett, ainsi que  de plusieurs dizaines de contributeurs. Elle éditée par Whitman.
La publication est extrêmement populaire dans le monde des collectionneurs nord-américains et fait autorité. En 2008, elle totalise plus de 21 millions de ventes cumulées. À la fin des années 1950, le titre s'écoulait à 100 000 exemplaires par an. Mais en 1965, avec 1,2 million d'exemplaires vendus, l'ouvrage se classa même au 5e rang des meilleures ventes en catégorie non-fiction.

## Autres publications numismatiques du même éditeur
La série des guides numismatique connaît un roulement constant. De nouvelles éditions mises à jour sont publiées régulièrement.
- (en) A Guide Book of Morgan Silver Dollars ;

- (en) A Guide Book of Double Eagle Gold Coins ;

- (en) A Guide Book of United States Type Coins  (ISBN 079482283-5) ;

- (en) A Guide Book of Modern United States Proof Coin Sets ;

- (en) A Guide Book of United States Nickel Five-Cent Pieces ;

- (en) A Guide Book of Flying Eagle and Indian Cents ;

- (en) A Guide Book of Commemorative Coins ;

- (en) A Guide Book of Barber Silver Coins ;

- (en) A Guide Book of Morgan Silver Dollars ;

- (en) A Guide Book of Liberty Seated Silver Coins ;

- (en) A Guide Book of Lincoln Cents  (ISBN 079482264-9) ;
- (en) History of the United States Mint and Its Coinage, 2006,  (ISBN 079481972-9)